# Beranci
Beranci (makedonska: Беранци) är en ort i Nordmakedonien. Den ligger i kommunen Mogila, i den sydvästra delen av landet, 90 kilometer söder om huvudstaden Skopje. Beranci ligger 643 meter över havet och antalet invånare är 1 264.